# Miss Universo 1985
Miss Universo 1985 foi o 34° concurso de Miss Universo, realizado pela segunda vez consecutiva no James Knight Convention Center, em Miami, Flórida, Estados Unidos, em 15 de julho do mesmo ano, com a participação de 79 candidatas de todo mundo. A porto-riquenha Deborah Carthy-Deu foi coroada como Miss Universo 1985, recebendo a coroa de sua antecessora, Yvonne Ryding, da Suécia.

## Escolha da cidade-sede
Mesmo após o acontecido com Calgary no ano anterior e sua tentativa malsucedida de ser a cidade anfitriã de 1984, em 1985 outra cidade canadense, Edmonton, mostrou interesse em sediar esta edição do Miss Universo, realizando-a no recém-inaugurado West Edmonton Mall,até  então o shopping center com maior área construída do mundo. Os organizadores,após o sucesso da edição anterior, preferiram manter o concurso em Miami, o que acabou frustrando as expectativas da direção do concurso, que demonstrou seu desapontamento com a falta de apoio local para o evento,que acabou acarretando um prejuízo de US$2 milhões aos cofres da cidade.
Este foi o primeiro concurso dirigido pelo novo presidente da Miss Universe Inc, George Honchar, um executivo experiente vindo do ramo do entretenimento, substituindo Harold Glasser, presidente da organização entre 1959 e 1984.

## Evento
Nas preliminares, os jurados avaliaram a performance das 79 candidatas nos quesitos traje de gala e traje de banho para a definição das dez semifinalistas. Já na competição dos trajes típicos, o nome de Sandra Caldas (Miss Colômbia) foi a vencedora
O público presente na noite final,era em sua maioria de latinos, e assim a Miss Espanha Teresa López se tornou a favorita. Tereza foi a segunda colocada do Miss Espanha 1985, substituindo a Miss Espanha 1984, que já havia participado do concurso no ano anterior. Assim ela se tornou favorita, o público também demonstrou simpatia por todas as latinas, incluindo a Miss USA Laura Martinez-Harring, que era do Texas,mas havia nascido no México, a primeira norte-americana de origem hispânica a vencer o Miss USA. Laura também foi a primeira das Texas Aces, que são as cinco texanas que nos anos 80 foram coroadas Miss USA sucessivamente.
As dez semifinalistas foram, sem surpresas, Porto Rico, Espanha, Uruguai, Chile, Venezuela, Brasil, Irlanda, EUA, Canadá e Zaire, que foi a primeira africana negra a se tornar semifinalista no concurso. A espanhola, que era favorita de todos, tinha como maiores concorrentes à coroa as misses do Canadá e do Uruguai.Após o anuncio das cinco finalistas foi feito e surpreendentemente a canadense foi eliminada,e o público já esperava a coroação da Miss Espanha. A porto-riquenha Deborah Carthy-Deu começou a ganhar terreno na preferência dos jurados quando venceu o desfile em traje de gala e assim consequentemente ela entrou para o grupo das 5 finalistas, algo que deixou o público em choque. No final, ela não teve uma aprovação do público nem da imprensa mas a elegância natural da porto-riquenha suplantou suas adversárias perante o painel de jurados e ela foi eleita como a segunda Miss Universo de seu país, quinze anos após  Marisol Malaret.
Deborah fez um excelente e elegante reinado, coroando sua sucessora, a venezuelana Bárbara Palacios no ano seguinte, no Panamá, radicando-se após isso na Califórnia que por isso por algum tempo enquanto tentava uma malsucedida carreira de atriz. De volta a Porto Rico, tornou-se dona de uma grande agência de preparação de modelos e candidatas a concursos de beleza e, aos 43 anos, foi mãe pela primeira vez, dando à luz um menino em 2009.

## Resultados
| Colocação                | Candidata                                                                   | País                                               |
| ------------------------ | --------------------------------------------------------------------------- | -------------------------------------------------- |
| Miss Universo 1985       | Deborah Carthy-Deu                                                          | Porto Rico                                         |
| 2º lugar                 | Teresa López                                                                | Espanha                                            |
| 3º lugar                 | Kayonga Tete                                                                | Zaire                                              |
| 4º lugar                 | Silvia Martínez                                                             | Venezuela                                          |
| 5º lugar                 | Andrea López                                                                | Uruguai                                            |
| Semifinalistas (Top 10): | Márcia Gabrielle Karen Tilley Claudia Pedregal Laura Martínez Olivia Tracey | Brasil · Canadá · Chile · Estados Unidos · Irlanda |
| Premiações especiais     |                                                                             |                                                    |
| Miss Simpatia            | Lucy Carbullido                                                             | Guam                                               |
| Miss Fotogenia           | Brigitte Bergman                                                            | Holanda                                            |
| Melhor Traje Típico      | Sandra Caldas                                                               | Colômbia                                           |

## Candidatas
Em negrito, a candidata eleita Miss Universo 1985. Em itálico, as semifinalistas.
| - Alemanha - Stefanie Roth - Argentina - Yanina Castaño - Austrália - Elizabeth Rowly - Áustria - Martina Haiden - Bahamas - Cleopatra Adderly - Barbados - Elizabeth Wadman - Bélgica - Anne van der Broeck - Belize - Jennifer Woods - Bermudas - Jannell Ford - Bolívia - Gabriela Orozco - Brasil - Márcia Gabrielle (SF) - Canadá - Karen Tilley (SF) - Chile - Claudia del Pedregal (SF) - Chipre - Andri Andreou - Cingapura - Liana Chiok - Colômbia - Sandra Caldas (TT) - Coreia do Sul - Choi Young Ok - Costa Rica - Rosibel Pereira - Curaçao - Sheida Weber - Dinamarca - Susan Rasmussen - Dominica - Margaret Lartigue - El Salvador - Julia Mora - Equador - María Elena Stangl - Escócia - Jacqueline Hendrie - Espanha - Teresa Sánchez (2°, 2° TT) - Estados Unidos - Laura Martínez-Herring (SF) - Filipinas - Joyce Burton - Finlândia - Marja Kinnunen - França - Suzanne Iskandar - Gâmbia - Batura Jallow - Gibraltar - Karina Hollands - Grécia - Sabina Damianidis - Guam - Lucy Montinola (MS) - Guatemala - Perla Frunwirth - Haiti - Arielle Jeanty - Holanda - Brigitte Bergman (MF) - Honduras - Diana Garcia - Hong Kong - Shallin Tse Ming - Ilhas Caimã - Emily Hurston - Ilhas Cook - Essie Mokotupu | - Ilhas Virgens Americanas - Mudite Henderson - Ilhas Virgens Britânicas - Anne Penn - Índia - Sonia Wallia - Inglaterra - Helen Westlake - Irlanda - Olivia Tracey (SF) - Islândia - Hana Jonsdóttir - Israel - Nila Kalman (3° TT) - Itália - Anne Popi - Iugoslávia - Dinka Delic - Japão - Hatsumi Furusawa - Líbano - Joyce Sahab - Luxemburgo - Gabrielle Chiarini - Malásia - Agnes Chin Lai Hong - Malta - Fiona Micallef - Marianas Setentrionais - Antoinette Flores - México - Yolanda de la Cruz - Noruega - Karen Moe - Nova Zelândia - Claire Glenister - País de Gales - Barbara Christian - Panamá - Janette Sanjur - Papua-Nova Guiné - Carmel Vagi - Paraguai - Beverly Ocampo - Peru - María Galleno - Polónia - Katarszyna Zawidska - Porto Rico - Deborah Carthy-Deu (1°) - Portugal - Alexandra Gomes - República Dominicana - Melba Bello - Reunião - Dominique Serignan - Samoa - Tracy Mihaljevich - Senegal - Chantal Loubelo - Sri Lanka - Ramani Bartholomeusz - Suécia - Carina Marklund - Tailândia - Tarntip Pongsuk - Taiti - Hinarii Kilian - Trinidad e Tobago - Brenda Joy Fahey - Turcas e Caicos - Miriam Adams - Uruguai - Andrea López (5°) - Venezuela - Silvia Martínez (4°) - Zaire - Kayonga Tete (3°) |

## Controvérsia
Esta edição foi a primeira a ver a ausência da Miss África do Sul por mais de uma década. Em maio de 1985, poucas semanas antes do concurso, os dirigentes da cidade de Miami exigiram da Miss Universo Inc. que a África do Sul fosse proibida de participar do evento, devido à política do Apartheid então vigente naquele país e o temor de que houvesse grandes demonstrações da população de Miami contra o concurso e a candidata. Dias depois, a organização sul-africana anunciou que sua representante, Andrea Steltzer, não seria enviada à Miami por receios com relação à sua segurança pessoal. Andrea iria quatro anos mais tarde ao Miss Universo, mas representando a Alemanha. O país só voltaria a participar do Miss Universo em 1995, na Namíbia.

## Transmissão
Transmitida pela rede americana CBS, calculou-se que o evento foi assistido por cerca de 600 milhões de pessoas em 45 países.  Como no ano anterior, o SBT, então detentor dos direitos do concurso para o Brasil, produziu um documentário de 30 minutos contando a trajetória da representante nacional na disputa (no caso, a carioca Márcia Gabrielle, eleita Miss Brasil 1985 por Mato Grosso), para anteceder a transmissão oficial.